# The Blind Man

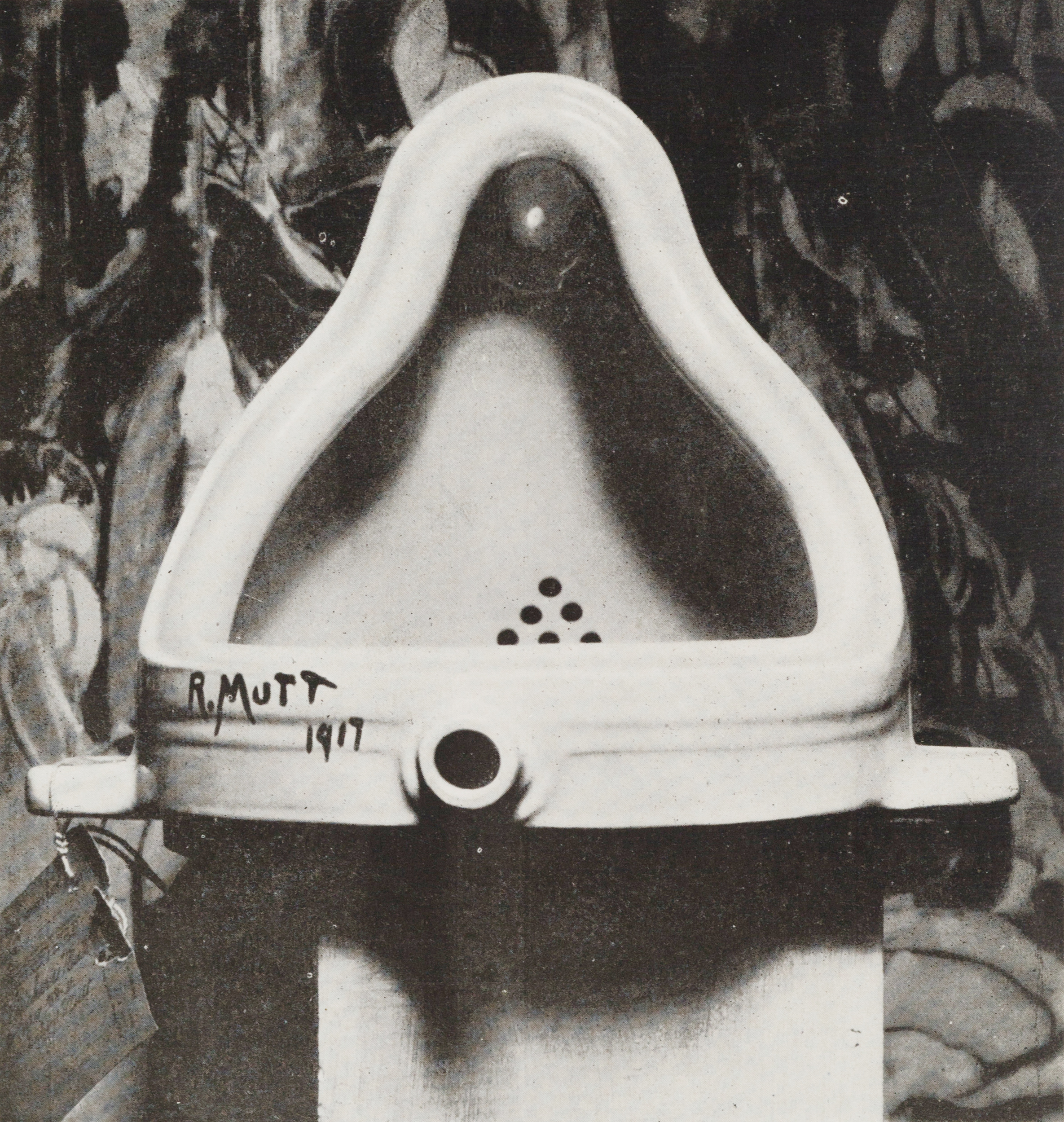
Originalet till Fountain efter 1917 års Society of Independent Artists-utställning. Bakgrunden är The Warriors av Marsden Hartley.
Foto: Alfred Stieglitz på dennes galleri, 291 i New York, och publicerat i The Blind Man nummer 2, maj 1917

The Blind Man var en dadaistisk tidskrift, som utgavs i New York i USA 1917.
Bakom The Blind Man låg trion Henri-Pierre Roché, Marcel Duchamp och Beatrice Wood. 
I det första numret, Independents' Number, daterat 10 april 1917 och på åtta sidor, bidrog Henri-Pierre Roché, Beatrice Wood och Mina Loy (1882–1966).
I det andra numret i maj 1917, som var på 16 sidor, bidrog följande:
- Walter Arensberg (Axiom, Theorem, dikter),
- Gabrièle Buffet-Picabia (1881–1959, artikel om Marie Laurencin),
- Robert Carlton (Bob) Brown (1886–1959, dikter),
- Frank Crowninshield (1872–1947, brev),
- Charles Demuth (For Richard Mutt, dikt),
- Marcel Duchamp, "Charles Duncan" (dikt), samt en essä om Louis Michael Eilshemius,
- Mina Loy (1882–1966, prosa),
- Louise Norton (en essä om Fountain),
- Allen Norton (sentens),
- Francis Picabia (Medusa, dikt),
- Joseph Stella (Coney Island, bild),
- Frances Simpson Stevens (1894–1976) (dikt),
- Alfred Stieglitz (Fountain by R. Mutt, fotografi och brev), och
- Clara Tice (1888–1973, illustration)
- Louis Eilshemius (1864–1941, essä och bild)

Detta andra nummer är också känt för att det innehöll ett av Alfred Stieglitz taget fotografi av pissoaren Fountain, vilken hade refuserats av styrelsen för det nystartade Society of Independent Artists inför sammanslutningens första utställning i New York april–maj 1917. Med fotografiet publicerades ett dadaistiskt manifest. 
Tidningen upphörde därefter att ges ut. Den var den första dadaistiska publikationen i USA, och den anses ha haft ett inflytande trots den korta publiceringshistoriken.
| ”                                  | Perhaps - The Blind Man may become a monthly - perhaps a quaterly - perhaps a yearly - All dependent on contributions, literary and financial. Brave people who like to run risks may send to The Blind Man five dollars as subscription and encouragement. | „ |
| – Avslutande annonsruta i nummer 2 | |   |